# San Quirico d'Orcia
San Quirico d'Orcia est une commune italienne d’environ 2 700 habitants située dans la province de Sienne, en région Toscane. 

## Géographie

### Hameaux
Les principaux lieux-dits de la commune sont Bagno Vignoni, Fornace Laterizi, Vignoni.

### Communes limitrophes
Les communes attenantes à San Quirico d'Orcia sont : Castiglione d'Orcia, Montalcino, Pienza, San Giovanni d'Asso.

## Histoire
L'étruscologue néerlandais Lammert Bouke Van der Meer a identifié l'actuelle San Quirico d'Orcia avec le village d'Ena, cité dans le liber rituales étrusque connu sous le nom de Liber Linteius Zagrabiensis, le plus ancien livre d'Europe occidentale, écrit entre le IIIe et le IIe siècle av. J.-C. par la Confraternité sacerdotale d'Ena.
Au Moyen Âge, la localité se trouvait sur la via Francigena. Sigéric, archevêque de Cantorbéry, dans son voyage accompli entre 990 et 994, cite San Quirico comme XII submansio et la définit Sce Quiric. Elle gagnera de l'importance en devenant le point de rencontre des marchands de l'Ombrie et des Marches menés vers Florence et Sienne par le célèbre Guido Morgante, et qui traversaient la vallée du Chienti, Colfiorito, Foligno et Pérouse, jusqu'à San Quirico.
La commune tient son nom des saints Cyr et Julitte, martyrisés sous l'empereur Dioclétien et auxquels un culte important est rendu dans tout le bassin méditerranéen.

## Administration
| Période         | Période         | Maire            | Etiquette                                              |
| --------------- | --------------- | ---------------- | ------------------------------------------------------ |
| 3 juillet 1985  | 28 mai 1990     | Danilo Maramai   | Parti Communiste Italien                               |
| 28 mai 1990     | 3 décembre 1993 | Danilo Maramai   | Parti Démocratique de Gauche, Parti Communiste Italien |
| 9 décembre 1993 | 24 avril 1995   | Mario Cingottini | Parti Démocratique de Gauche                           |
| 24 avril 1995   | 14 juin 1999    | Mario Cingottini | Liste civique                                          |
| 14 juin 1999    | 14 juin 2004    | Marileno Franci  | Centre-gauche                                          |
| 14 juin 2004    | 8 juin 2009     | Marileno Franci  | Centre-gauche                                          |
| 8 juin 2009     | 26 mai 2014     | Roberto Rappuoli | Centre-gauche                                          |
| 25 mai 2014     | 27 mai 2019     | Valeria Agnelli  | Centre-gauche : pour San Quirico                       |
| 27 mai 2019     | En cours.       | Danilo Maramai   | Centre-gauche : pacte civique                          |

## Culture

### Traditions et folklore
La fête de Barberousse est célébrée en juin : elle rappelle la rencontre, en 1155, entre Frédéric de Souabe dit Barberousse et les envoyés du pape venus discuter du couronnement du Saint Père à Rome. Des cortèges historiques d'un certain réalisme défilent dans la ville et les festivités culminent troisième dimanche du mois, avec deux courses, celle des chevaliers et celles des archers, qui opposent les quatre quartiers de la ville (Borgo, Castello, Canneti, Prato). 

### Monuments civils et religieux
- La collégiale de San Quirico d'Orcia
- Le palais Chigi
- L'église San Francesco
- Les jardins Leonini, jardin à l'italienne
- L'église Santa Maria Assunta
- L'hôpital de la Scala

### Architecture militaire
Le hameau de Vignoni abrite une forteresse ancienne, quasiment désertée, autrefois résidence des Salimbeni au XIIe siècle puis des Amerighi à compter du XIVe siècle. Il reste une tour médiévale coupée, une église romane restaurée qui abritait un crucifix de Jean Bologne désormais conservé au musée de Montalcino et des fonts baptismaux datant du XVe siècle, aujourd'hui placés dans la collégiale de San Quirico. A côté de l'église se trouve la structure résidentielle, reconstruite au début des années 90, dont les fondations datent du XVe siècle, accueillit la conjuration contre les oppresseurs espagnols de Sienne (1555-1559).
La cinta muraria, l'enceinte fortifiée et sa Porta Cappuccini, reste bien conservée à l'exception du versant Nord et de deux des trois portes d'origine (porta Romana au Sud et porta Camattoli au Nord). La porte orientale, ou Porta dei Cappuccini, est d'une richesse historique particulière : d'une structure hexagonale datant du XIIe siècle, elle est soutenue par des files de tablettes en pierre. S'y ajoute la troisième porte, Porta Nuova, réalisée dans les années 1920. 

### Œuvres
- Polyptyque de Sano di Pietro comprenant San Giovanni Battista, San Quirico Martire, Madonna col Bambino, San Fortunato et San Giovanni Evangelista - prédelle scènes de la Vie de la Vierge, Résurrection du Christ et Descente du Christ dans  les limbes dans le haut cintré.
- Maître-autel baroque
- Portail principal de 1080 et portail du bas-côté droit de Giovanni Pisano (école)
- Stalles marquetées.

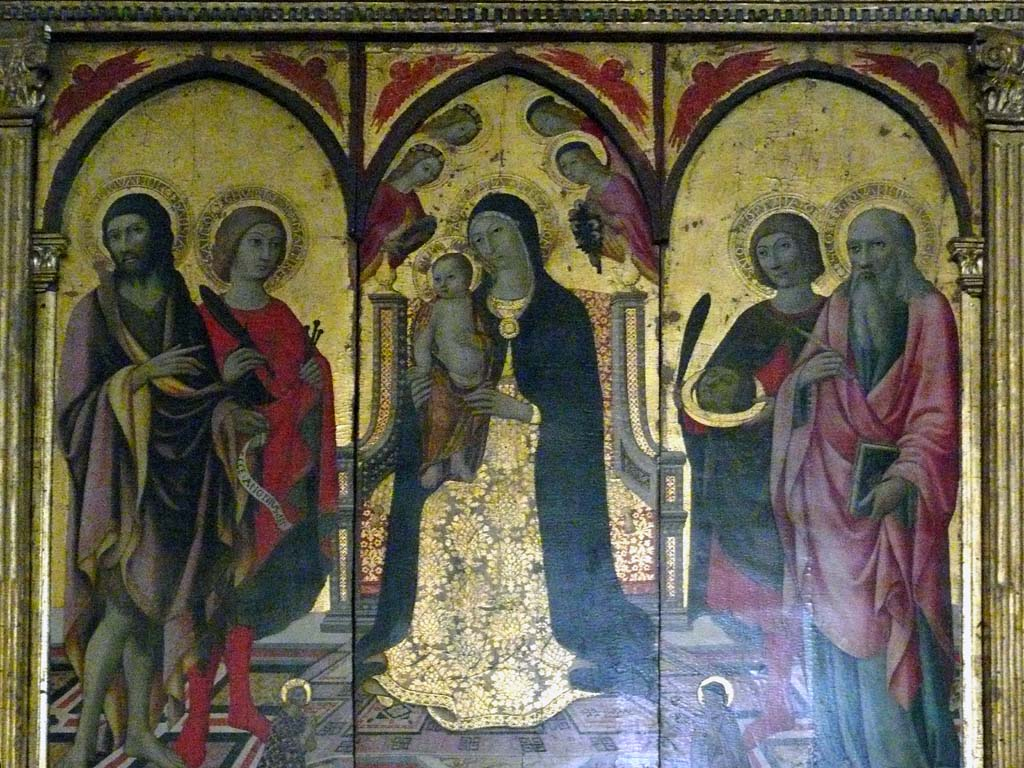
Panneau central du polyptyque de Sano di Pietro.
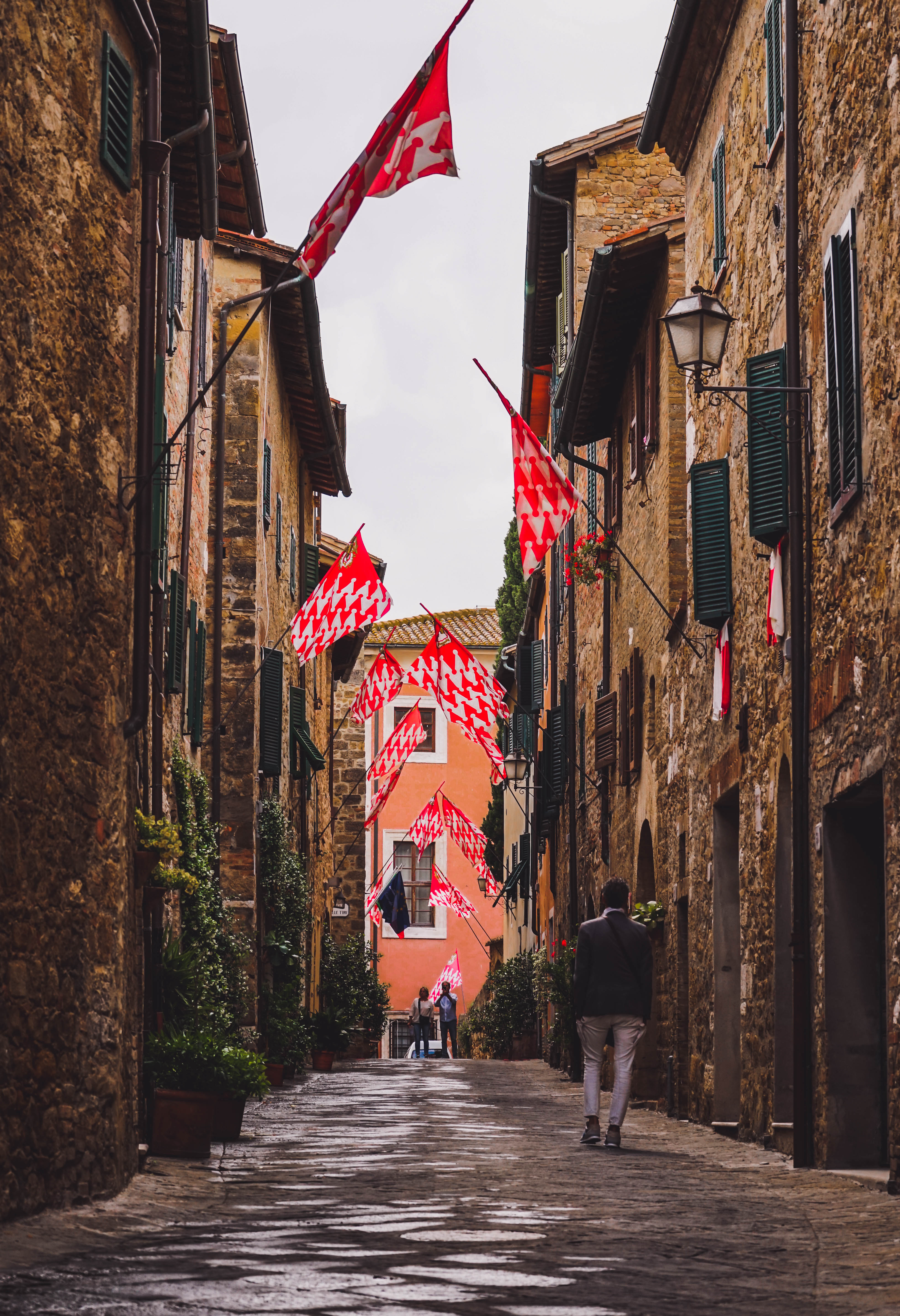
Ruelles de San Quirico d'Orcia.